# Каноэ переселенцев-маори

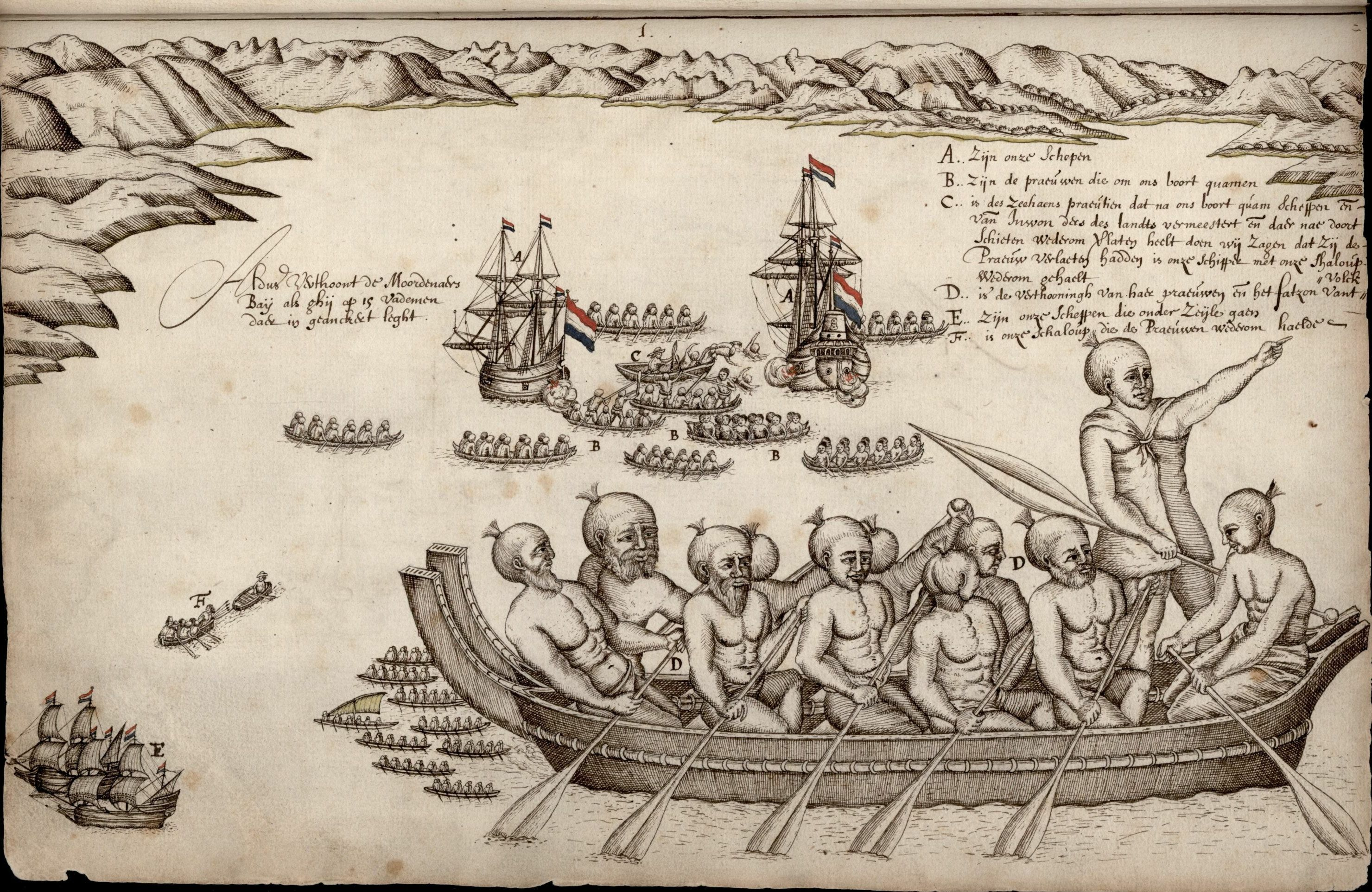
Маори в боевом каноэ. Рис. Исаака Гильсеманса, участника экспедиции Абеля Тасмана, 1642 г.

Каноэ переселенцев-маори — легендарные каноэ (маори waka), на которых маори прибыли в Новую Зеландию из мифической прародины «Гаваики».
Одно из этих преданий — история о неком Купе, который сбежал с Курамаротини, женой убитого им Хотурапы, владельца великого каноэ «Матахоуруа». Чтобы избежать наказания за убийство, Купе и Кура сбежали на «Матахоуруа» и открыли землю, которую он назвал Аотеароа (маори Aotearoa, «большое белое облако»). Он исследовал её побережье и убил морское чудовище Феке-а-Мутуранги, а потом вернулся домой с известием об открытой стране.
Другие легенды различных иви говорят о переселениях, вызванных голодом, перенаселением и войнами. Они выполнялись на легендарных каноэ, наиболее известные из которых: «Аотэа», «Арава (каноэ)», «Курахаупо», «Матаатуа», «Таинуи», «Такикиму» и «Токомару». Различные предания называют множество других каноэ. Некоторые из них, как, например, «Араитэуру», широко известны; другие, как «Кираута», «Арахура» и «Махангаатуаматуа», менее известны. Вместо прибытия единым флотом переселения могли происходить на протяжении нескольких столетий.

## Гипотеза о «великом флоте»
Одним из первых собирателей и хранителей преданий маори был топограф и этнолог Стивенсон Перси Смит. Он верил, что хотя полинезийские предания и содержат вымысел в деталях, они сохранили нити истины, которые можно извлечь с помощью метода, успешно использованного для гавайских легенд Форнандером (1878—1885). Этот метод заключается в поиске общих элементов в преданиях из различных источников и привязке их к родословным, чтобы получить временные рамки событий. Абрахам Форнандер, Смит и другие использовали этот метод для реконструкции миграций полинезийцев, отслеживая их вплоть до их предполагаемой прародины в Индии.
С. П. Смит использовал метод Форнандера, объединяя разнообразные предания из разных областей Новой Зеландии и других частей Полинезии, и получил оспариваемую в настоящее время версию переселения Маори в Новую Зеландию — гипотезу о «великом флоте». Путём изучения родословных различных племён он пришёл к набору точных дат для его «великого флота» и путешественников, на которых он и другие указали как на проложивших путь флоту.
По расчётам Смита, в 750 году полинезийский путешественник Купе открыл необитаемую Новую Зеландию. Затем, в 1000—1100 годах полинезийские путешественники Тои и Фатонга посетили Новую Зеландию и обнаружили, что она населена примитивным кочевым народом, известным как мориори. Наконец, в 1350 году «великий флот» из 7 каноэ — «Аотеа», «Курахаупо», «Матаатуа», «Таинуи», «Токомару», «Тэ Арава» и «Такитиму», отправившийся из региона Таити, доставил людей, называемых теперь «маори», в Новую Зеландию. Это были высокоразвитые и воинственные земледельческие племена, которые истребили мориори.
Сценарий «великого флота» получил всеобщее одобрение, среди его сторонников был даже знаменитый этнолог маори Те Ранги Хироа (сэр Питер Бак). Эта теория преподавалась в новозеландских школах. Однако она была опровергнута в 1960-х годах этнологом Дэвидом Симмонсом, который показал, что она исходит из неполного и беспорядочного изучения преданий маори по записям XIX века. Симмонс также предположил, что некоторые из этих «переселений» фактически могли являться путешествиями в пределах Новой Зеландии.
По последним археологическим данным, маори населили Новую Зеландию в 1200-х годах, а мориори — это народ, отделившийся от маори уже после заселения главных островов.

## Конструкция и технические характеристики
По данным учёных и путешественников XVII—XIX вв., океанские каноэ полинезийских народов могли достигать в длину от 60 до 80 футов, иногда встречались и более 100 футов. Легендарное судно «Таинуи», на котором, согласно преданию, прибыли в Новую Зеландию предки современных маори, судя по сохранившимся на побережье залива Каухиа каменным подпоркам, имело длину около 70 футов, т. е. свыше 20 м.